# Varászló
Varászló ist eine ungarische Gemeinde im Kreis Marcali im Komitat Somogy.

## Geografische Lage
Varászló liegt 45 Kilometer nordwestlich des Komitatssitzes Kaposvár und 22 Kilometer südwestlich der Kreisstadt Marcali. Nachbargemeinden sind Nemesdéd und Pat.

## Geschichte
Der Ort bestand bereits im 13. Jahrhundert unter dem Namen Warazlau. Im Jahr 1913 gab es in der damaligen Kleingemeinde 66 Häuser und 479 Einwohner auf einer Fläche von 2112 Katastraljochen. Sie gehörte zu dieser Zeit zum Bezirk Marczali im Komitat Somogy.

## Sehenswürdigkeiten
- Elisabeth-Allee (Erzsébet fasor), angelegt 1898
- Getreidespeicher (Magtár)
- Landhaus Boronkay (Boronkay-kúria), erbaut 1844
- Römisch-katholische Kirche Rózsafüzér királynéja, erbaut 1929
- Wassermühle (Vízimalom)

## Verkehr
Durch Varászló verläuft die Landstraße Nr. 6817. Es bestehen Busverbindungen über Nemesdéd und Vése nach Böhönye. Der nächstgelegene Bahnhof befindet sich nordwestlich in Zalaszentjakab.